# Języki nigero-kongijskie

Zasięg języków nigero-kongijskich oraz innych rodzin językowych w Afryce

Języki nigero-kongijskie – jedna z największych rodzin językowych, według Ethnologue  należy do niej 1539 języków. Pod względem rozpowszechnienia, liczby mówiących i różnorodności zajmują pierwsze miejsce w Afryce. Języki tej rodziny używane są na większości obszaru Afryki subsaharyjskiej.

## Klasyfikacja
Według jednej z najczęściej przyjmowanych klasyfikacji języki nigero-kongijskie dzielą się na:
- języki atlantyckie
- języki mande
- języki woltyjskie (gur)
- języki kwa
- języki benue-kongijskie (tu należą m.in. języki bantu)
- języki adamawa-ubangi
- języki kordofańskie

Pierwszą klasyfikację języków nigero-kongijskich zaproponował Joseph Greenberg. Jego klasyfikacja z niewielkimi zmianami jest przez wielu językoznawców stosowana do dziś. W pierwotnej wersji Greenberg wydzielił jednak grupę kordofańską spośród języków nigero-kongijskich i włączył te dwie rodziny do języków nigero-kordofańskich. Później jednak języki kordofańskie włączono do nigero-kongijskich, a nazwa grupy nigero-kordofańskiej została zarzucona. Istnieją też hipotezy – nieznajdujące jednak powszechnego poparcia – wydzielające spośród języków nigero-kongijskich zarówno języki kordofańskie, jak i języki mande.
Jedna z popularniejszych alternatywnych klasyfikacji dzieli języki nigero-kongijskie na trzy podgrupy:
- języki atlantycko-kongijskie
- języki mande
- języki kordofańskie

Niektórzy językoznawcy wskazują na pewne typologiczne podobieństwa języków nigero-kongijskich z nilo-saharyjskimi (szczególnie podgrupą środkowosudańską), łącząc te dwie rodziny we wspólną fylę kongo-saharyjską lub nigero-saharyjską. Hipoteza ta nie jest jednak ogólnie akceptowana.

## Ważniejsze języki grupy nigero-kongijskiej
Poniżej podano uproszczoną klasyfikację języków nigero-kongijskich w zmodyfikowanej wersji Josepha Greenberga. Niektórzy językoznawcy nie zgadzają się z poniższym podziałem, proponując wydzielenie grupy atlantycko-kongijskiej i własny podział w jej obrębie – przedstawiono go w haśle języki atlantycko-kongijskie.
Języki nigero-kongijskie
- języki atlantyckie

ful
wolof
serer
biafada
temne
kissi
limba
- języki mande

bambara
soninke
malinke
mandinka
diula
wai
susu
kpelle
mende
- języki woltyjskie

gurma
gurunsi
senufo
lobi
dogon
kasena
tamprusi
sisala
mossi
dagbani
mamprule
- języki kwa

twi
ga
ewe
joruba
ibo
grebo
baule
igala
nupe
bini
idoma
idżo
- języki benue-kongijskie

(ze względu na obszerność tej grupy przedstawiono ją w osobnym artykule)
- języki adamawa-ubangi

sango
- języki kordofańskie

koalib
kanderma
tegali
radzad
talodi
lafofa
tumtum
keiga
katla
tima